# Marcus Pedersen
Marcus Pedersen (* 8. Juni 1990 in Hamar) ist ein norwegischer Fußballspieler und ehemaliger Nationalspieler.

## Vereinskarriere
Pedersen begann seine Karriere in der Jugend des kleinen Stange Sportsklubb aus der Provinz Hedmark. 2006 wurde er von der norwegischen Spielerlegende Hallvar Thoresen in das von der Olympiatoppen (Norwegisches Olympisches Komitee zur Förderung des Spitzensports) initiierte Förderprogramm „Fra talent til toppspiller“ (dt.: „Vom Talent zum Topspieler“) aufgenommen. Beim damaligen Pilotprojekt sollten die zehn größten norwegischen Talente zwischen fünfzehn und siebzehn Jahren durch zusätzliche individuelle Betreuung an den Profifußball herangeführt werden. Neben Pedersen schafften daraufhin sieben weitere Spieler aus dem Programm den Sprung zum Profi, darunter der A-Nationalspieler Tarik Elyounoussi. 2009 galt Pedersen neben Jo Inge Berget als das größte Offensivtalent seines Landes.
Im Alter von vierzehn Jahren wechselte er in seine Geburtsstadt Hamar zum Großverein Ham-Kam. Trainer Ståle Solbakken förderte ihn daraufhin von Anfang an, ließ ihn bereits mit vierzehn mit der ersten Mannschaft trainieren und setzte ihn in einem Freundschaftsspiel ein.
In der Folgespielzeit verließ Solbakken den Verein in Richtung FC Kopenhagen und Ham-Kam stieg unter dem neuen Trainer Frode Grodås in die Adeccoligaen ab. In der zweiten Liga wurde er daraufhin unter dem neuen Trainer Arne Erlandsen im Alter von sechzehn Jahren fest in den Profikader aufgenommen und debütierte am 7. April 2007 im Ligaspiel gegen Skeid Oslo. In der Folge kam er auf vier Kurzeinsätze, ohne jedoch ein Tor erzielen zu können.
In der Folgespielzeit bremste eine langwierige Verletzung seinen Durchbruch, ehe er am 9. Juli 2008 das entscheidende Tor zum 2:1-Sieg gegen Rosenborg Trondheim erzielen konnte. Pedersen war in der 84. Spielminute für Roman Kienast ins Spiel gekommen und traf in der 90. Bis zum Saisonende legte er in vier weiteren Spielen eine Talentprobe ab, ehe der Verein abermals absteigen musste und Pedersen nicht mehr zu halten war.
Pedersen entschied sich für einen Wechsel zum Traditionsverein Strømsgodset IF und blieb damit in der Tippeligaen. Bei „Godset“ war er daraufhin auf Anhieb Stammspieler und schaffte mit zehn Saisontoren den Durchbruch im Profibereich. In der Spielzeit 2009 fand er mit dem von Udinese Calcio ausgeliehenen gleichaltrigen Talent Jo Inge Berget einen kongenialen Offensivpartner, mit dem er die Anfangsphase der Spielzeit bestimmte. In den ersten neun Saisonspielen traf alleine Pedersen fünf Mal (Berget vier Mal), woraufhin Gerüchte über einen vorzeitigen Wechsel ins Ausland aufkamen. Pedersen absolvierte daraufhin noch sieben Spiele, ehe er kurz vor Schließung des Transferfensters für die vereinsinterne Rekordablösesumme von ca. 1,5 Mio. Euro in die Eredivisie an Vitesse Arnheim verkauft wurde.
Danach kämpfte er unter Trainer Albert Ferrer im Abstiegskampf der Liga um einen Stammplatz in der Mannschaft. Nach einer Verletzung zu Saisonbeginn startete er als Joker in die Spielzeit, ehe er in der 18. Runde im Spiel gegen Ajax Amsterdam erstmals als einziger Stürmer im von Ferrer präferierten 4-5-1 System zum Zuge kam. Nach einer Verletzung im Spiel gegen Willem II Tilburg und der Verpflichtung von Wilfried Bony zur Winterpause, kam er meist nur zu Kurzeinsätzen, weshalb der Stürmer 2012 leihweise zu Vålerenga Oslo wechselte. Nach zwei weiteren Zwischenstationen bei (Odense BK und FC Barnsley) wechselte er im August 2014 schließlich zurück nach Norwegen zu Brann Bergen und ein Jahr später zu seinem ehemaligen Verein Strømsgodset IF.
2020 wurde Pedersen wegen einer Alkoholfahrt zu einer 24-tägigen Freiheitsstrafe verurteilt, die er zu Hause verbringen durfte. Mit einer Fußfessel ausgestattet durfte er auch das Haus verlassen, um seinem Beruf nachzugehen, und konnte für den Zweitligisten Ham-Kam ein Tor erzielen.

## Nationalmannschaft

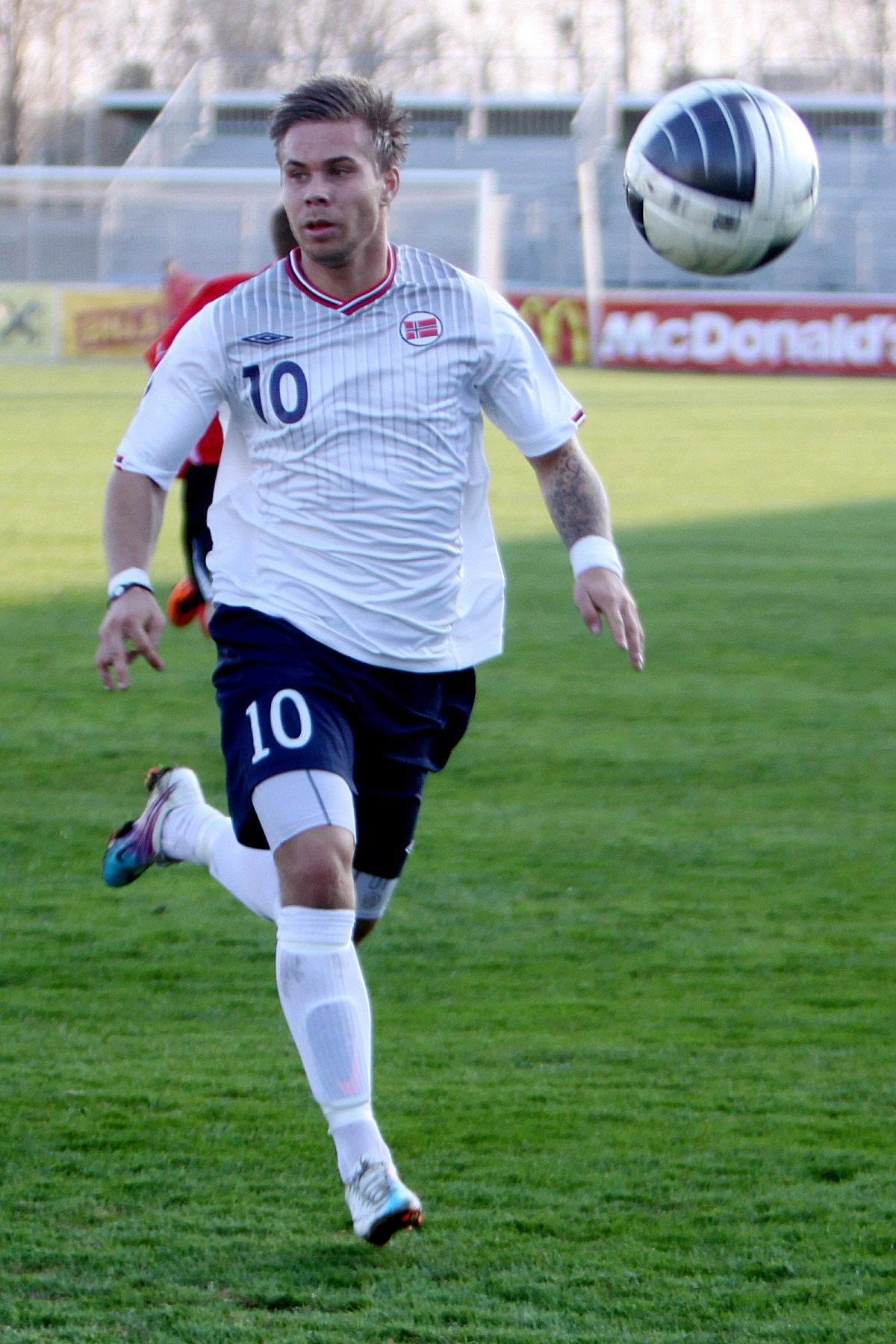
Pedersen im Trikot der norwegischen U-21 Nationalmannschaft

Pedersen spielte für die Norwegische U-15, U-16 und U-17 Auswahl. 2009 wurde er im Alter von 18 Jahren in die U-21 Nationalmannschaft vorgezogen, der er bis dato angehört und derzeit mit seinem früheren Offensivpartner bei Strømsgodset, Jo Inge Berget, ein Sturmduo bildet. Von 2009 bis 2013 spielte er 19 Mal für die U21-Auswahl und erzielte hierbei sieben Tore.
Am 8. Januar 2013 debütierte er dann in der A-Nationalmannschaft in einem Freundschaftsspiel gegen Südafrika (1:0) in Durban, als er in der 63. Minute für Alexander Söderlund eingewechselt wurde. Bis zu seiner letzten Nominierung im Jahre 2015 bestritt er neun Länderspiele, in denen er ein Tor erzielen konnte. Beim Freundschaftsspiel am 15. November 2013 in Dänemark (1:2) erzielte der Stürmer den zwischenzeitlichen Ausgleich.